# لحاق
لحاق هي قرية في مقاطعة مشكين شهر، إيران. يقدر عدد سكانها بـ 283 نسمة بحسب إحصاء 2016.